# George Washington-broen
George Washington Bridge (George Washington-broen) er en hængebro over Hudson River i New York City. Den knytter øerne Manhattan med Fort Lee sammen i New Jersey.
Broen er opkaldt efter George Washington, USA's første præsident. Bygningen begyndte i september 1927 under ledelse af Othmar Ammann. Byggearbejderne var færdige den 24. oktober 1931.
Broen er 1.451 meter lang. Spændet mellem de to pyloner er på 1.067 meter, noget som ved åbningen var verdens længste brospænd, og næsten dobbelt så langt som spændet i Ambassador Bridge (564 m).
I 2003 havde broen 105.942.000 passeringer. 